# Abchaziërs
De Abchaziërs of Abchazen (Abchazisch: Аҧсуа, Apswa) zijn een Noord-Kaukasisch volk dat in Abchazië woont, met minderheden in Rusland, Turkije, Kazachstan en Oekraïne. Een grote groep Abchaziërs woont in Turkije waarheen die groep uit Abchazië vertrok aan het einde van de negentiende eeuw als onderdeel van de Muhajirun (de Russische deportatie van Noord-Kaukasische bergvolkeren naar het Ottomaanse Rijk). In het dorp Adzjoebzja en omliggende dorpen wonen afstammelingen van Afrikaanse slaven die zich hebben vermengd met Abchaziërs; de Afro-Abchaziërs ("zwarte Abchaziërs"). Volgens de Russische volkstelling van 2010 bedroeg hun aantal in dat land 11.250 waarvan nog 6.786 Abchazisch spraken.

## Taal
De meeste Abchaziërs spreken Abchazisch, Russisch, Turks of Georgisch. Abchazisch is een Abchazo-Adygese taal.

## Godsdienst
De godsdienst van de meeste Abchaziërs is Russisch-orthodox, gevolgd door het soennisme.
Het christendom werd in de zesde eeuw ingevoerd door de Byzantijnse keizer Justinianus I. Toen de Ottomanen Abchazië in de 16e veroverden kwamen veel Adygeeërs, waarvan de meeste moslims waren tot ongeveer 1860 toen het moehadjirisme begon.

## Bekende Abchaziërs
- Nestor Lakoba - communistisch politicus
- Vladislav Ardzinba - eerste president van het de facto afgescheiden Abchazië

Abazijnen ·
Abchaziërs ·
Achvachen ·
Adygeeërs ·
Aino ·
Aleoeten ·
Aljoetoren ·
Altaj (Oirot) ·
Andi ·
Armeniërs ·
Avaren ·
Azerbeidzjanen·
Balkaren ·
Baraba ·
Basjkieren ·
Bergjoden ·
Boerjaten ·
Chakassen ·
Chanten ·
Chinezen ·
Dargienen ·
Dolganen ·
Enetsen ·
Evenen ·
Evenken ·
Georgiërs ·
Grieken ·
Ingoesjen ·
Ingriërs ·
Itelmenen ·
Jakoeten ·
Joden ·
Joekagieren ·
Joepiken ·
Kabardijnen ·
Kalmukken ·
Kamtsjadalen ·
Karatsjajers ·
Kareliërs ·
Kazachen ·
Kereken ·
Ketten ·
Komi ·
Koreanen ·
Korjaken ·
Korjo-saram ·
Krim-Tataren ·
Lezgiërs ·
Mansen ·
Mari (Tsjeremissen) ·
Meschetische Turken ·
Mordwienen ·
Nanai ·
Negidalen ·
Nenetsen (Joeraken) ·
Nganasanen ·
Nivchen (Giljaken) ·
Nogai ·
Oedegen ·
Oedmoerten ·
Oekraïners ·
Oeltsjen ·
Oezbeken ·
Oroken ·
Orotsjen ·
Osseten ·
Polen ·
Pomoren ·
Rusland-Duitsers (inclusief Wolga-Duitsers) ·
Russen ·
Samen (Lappen) ·
Selkoepen ·
Sjoren ·
Sojoten ·
Tabassaranen ·
Perzen (Tadzjieken) ·
Taten ·
Teleoeten ·
Tofalaren ·
Tsachoeriërs (Caxur) ·
Tsjerkessen ·
Tsjetsjenen (Noxchi) ·
Tsjoektsjen ·
Tsjoelymen ·
Tsjoevanen ·
Tsjoevasjen ·
Turkmenen ·
Toevanen ·
Wepsen ·
Belarussen (Wit-Russen) ·
Wolga-Tataren ·
Woten